# KJ–2000
A KJ–2000 (NATO-kódneve: Mainring) kínai légtérellenőrző repülőgép, amely a szovjet Berijev A–50-en alapul.

## Kifejlesztés
A KJ–2000 repülőgép kialakítása az A–50I program leállítása után vette kezdetét. (Az A-50I program egy modern kínai légtérellenőrző repülőgép kialakítására irányult, melybe izraeli gyártmányú Falcon radart szereltek volna. Az Egyesült Államok erőteljes nyomására azonban a programot leállították, Kína pedig kénytelen volt egy saját gyártmányú radart kifejleszteni). A prototípus 2003-ban teljesítette első repülését, majd megkezdődött a típus sorozatgyártása, mely azonban öt darab megépítése után leállt, ugyanis Oroszország a korábbi szerződés ellenére jelentős mértékben megnövelte a KJ–2000 előállításához szükséges alkatrészek árát. Ennek csökkentéséről 2008 óta orosz–kínai tárgyalások folynak, időközben viszont a kínai katonai vezetés a KJ–2000 mintájára nekilátott a KJ-200 program megvalósításának, melyhez az An–12BK kínai változatát, a Shanxi J–8 légcsavaros gázturbinás szállító repülőgépet vették alapul.
A KJ–2000 repülőgépek radarját Nankingban gyártották, tervezői a kínai haditengerészet 052C típusú rombolójának radarrendszerét vették alapul. A repülőgéphez a radart egy 9 m átmérőjű, a törzs fölött elhelyezett, lencse alakú, forgó áramvonalas burkolatba építették be, ennek hatótávolsága megközelítőleg 400 km.
Az öt KJ–2000 repülőgépet 2004-ben biztonságpolitikai okokból Dél-Kínába szállították, itt állították fel az első KJ–2000 és KJ–200 repülőgépekből álló légtérellenőrző századot, melynek parancsnokává Zhang Guangjiant nevezték ki. A század először 2006-ban vett részt hadgyakorlaton.